# Gölkıyı, Karacabey
Gölkıyı là một xã thuộc huyện Karacabey, tỉnh Bursa, Thổ Nhĩ Kỳ. Dân số thời điểm năm 2011 là 156 người.